# Alexandru Averescu

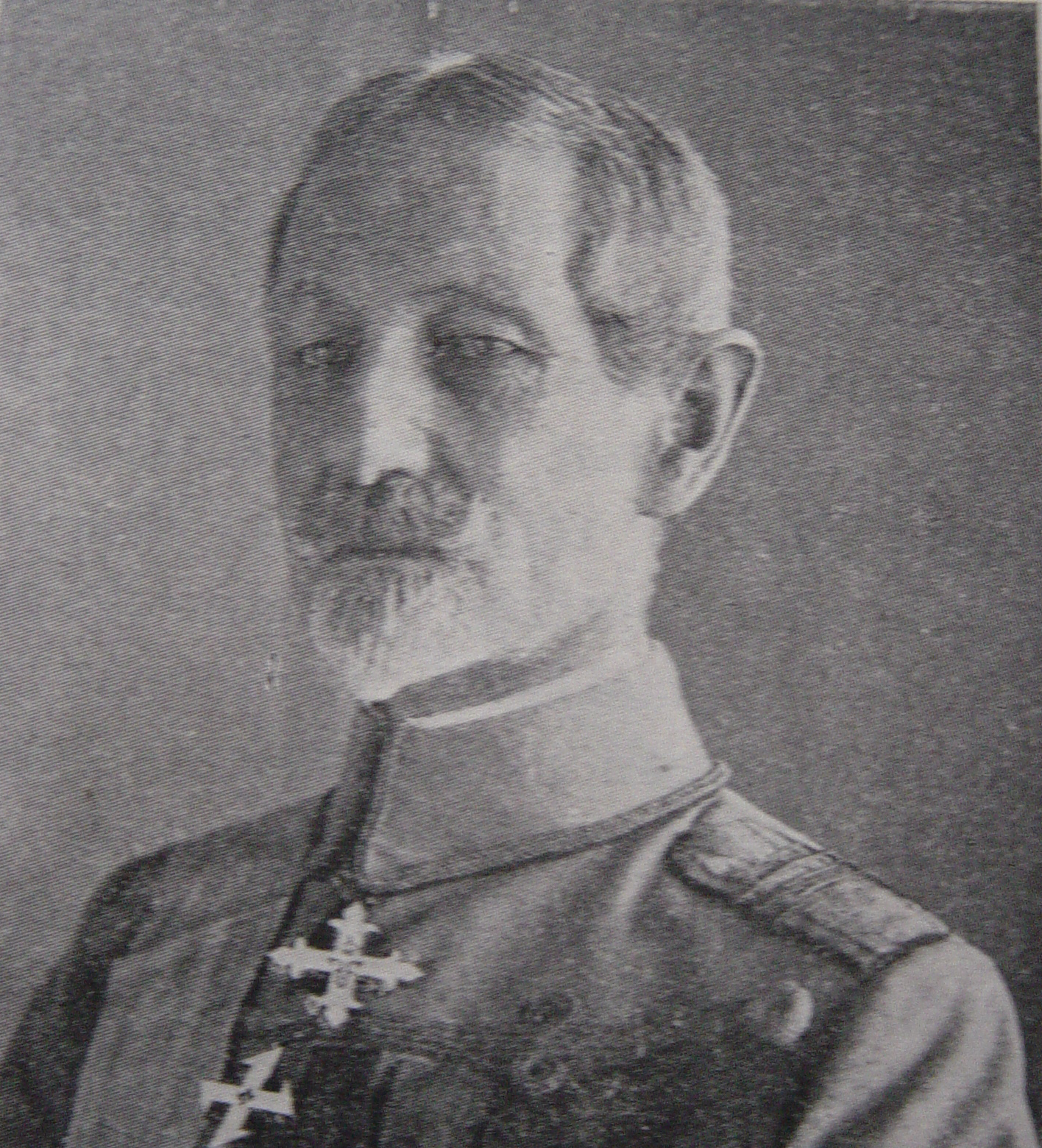
Alexandru Averescu

Alexandru Averescu (Ozyornoye nabij Izmajil (destijds Roemenië, thans Oekraïne), 14 november 1859 – Boekarest, 2 oktober 1938) was een Roemeens maarschalk en populistisch politicus, die driemaal premier van Roemenië is geweest (1918, 1920-1921 en 1926-1927).

## Achtergrond en vroege carrière
Afkomstig uit Bessarabië volgde Averescu een militaire opleiding aan de Militaire Academie van Turijn. Tijdens de Krimoorlog (1877-1878) maakte hij voor het eerst militaire veldslagen mee. Van 1895 tot 1898 was hij militair attaché in Berlijn. Van 13 maart 1906 tot 11 maart 1907 diende hij als minister van Oorlog in het kabinet van premier Gheorghe Cantacuzino. In het daaropvolgende kabinetten van premier Dimitrie Sturdza (24 maart 1906 - 27 december 1908) en van premier Ion I. Constantin Brătianu (27 december 1908 - 17 maart 1909) was hij ook minister van Oorlog. In maart 1907 stond generaal Averescu aan het hoofd van een legereenheid die de boerenopstand van 1907 met harde hand onderdrukte.

## Optreden tijdens de Eerste Wereldoorlog
Tijdens de Eerste Wereldoorlog koos Roemenië de zijde van de Entente mogendheden en leidde generaal Averescu de verdediging van de Karpaten, hetgeen nogal onsuccesvol verliep. Hij voerde het bevel over de Legergroep Zuid dat het Flămânda Offensief, dat slecht afliep voor het Roemeense leger. Hij behaalde echter wel kleine successen tijdens de Slag bij Mărăști en de Slag bij Mărășești. Hierna sloeg een gecombineerd Duits-Oostenrijk-Hongaars-Bulgaars leger hard terug en moest het door Averescu geleide ca. 600.000 man tellende leger (500.000 Roemeense militairen en 100.000 man tellend Russisch versterkingsleger) het onderspit delven.

### Vrede van Boekarest (1918)
Bijkomend nadeel voor de Roemeense leger- en staatsleiding was de machtsovername van de Bolsjewieken in Rusland na de Oktoberrevolutie van 1917 en de gevreesde invloed van de Bolsjewieken op het Roemeense leger. Op 11 februari 1918 verving Averescu de als pro-Entente bekendstaande Brătianu als premier waarna de weg vrij kwam voor onderhandelingen met de Centralen. Naast het premierschap bekleedde Averescu ook het ministerschap van Binnen- en Buitenlandse Zaken. Na de tussen de centrale mogendheden en Sovjet-Rusland gesloten Vrede van Brest-Litovsk van 3 maart 1918 waarna de Russen zich aan de oorlog onttrokken, sloten de Centralen en Roemenië op 18 maart 1918 op het Paleis Buftea (residentie van prins Barbu Știrbei) een wapenstilstand. Nog diezelfde dag werd Averescu als premier vervangen door Alexandru Marghiloman die op 7 mei 1918 de Vrede van Boekarest tekende. In november 1918 waren de Centralen echter verslagen en werd het vredesverdrag door het kabinet-Marghiloman ontbonden.

## Politicus
Na zijn aftreden als premier richtte Averescu de Volksliga op. In 1920 werd de naam gewijzigd in Volkspartij. Deze partij was populistisch en werd vooral populair onder de boeren vanwege haar landhervormingsplannen. De landhervormingsplannen waren de boeren aan het begin van de Eerste Wereldoorlog in het vooruitzicht gesteld, maar de naoorlogse regeringen maakten nog niet serieus plannen om de landhervorming door te voeren. Daarnaast werd Averescus partij gesteund door een deel van het leger (o.a. Constantin Coandă) en enkele ambitieuze politici die veelal afkomstig waren uit de Conservatieve Partij (o.a. Constantin Argetoianu en Dumitru Take Ionescu). Ook de grootgrondbezitter Petru Groza, de latere premier en staatshoofd van de Volksrepubliek Roemenië, trad toe tot de partij. Alexandru C. Cuza, later de leider van de extreemrechtse Nationale Christelijke Partij, maakte deel uit van de Volkspartij.
Averescu bracht op 13 maart 1920 samen met Brătianu het kabinet van premier Alexandru Vaida-Voevod ten val. De lijst van de Volkspartij en de Conservatieve Democratische Partij van Dumitru Take Ionescu won de verkiezingen van 1920 en generaal Averescu werd premier (13 maart 1920 - 17 december 1921). Hij nam zelf ook het ministerschap van Binnenlandse Zaken onder zijn hoede. Tijdens zijn eerste kabinet werd een begin gemaakt aan de landhervorming. Het hoogtepunt van de landhervorming werd echter in 1923 bereikt, tijdens het premierschap van Brătianu. Overigens werkte Averescu nauw samen met Brătianu, die op zijn beurt nauw in contact stond met koning Ferdinand I van Roemenië. Een ander belangrijk moment tijdens zijn premierschap was de ondertekening van het Verdrag van Trianon, waarna er vrede werd gemaakt tussen de Entente en Roemenië en het hieropvolgde verdrag met Tsjechoslowakije en het Koninkrijk van Serven, Kroaten en Slovenen (Joegoslavië) waaruit de Kleine Entente ontstond. De Kleine Entente had ten doel ervoor te zorgen dat Hongarije haar vroegere macht niet zou herwinnen. In oktober 1920 tekende Averescu een verdrag met de andere staten van de Entente waarna deze staten de unie tussen Roemenië en Bessarabië erkenden. Gedurende zijn premierschap zocht Averescu naar mogelijkheden om bepaalde industrieën te nationaliseren, iets wat indruiste tegen de politiek van de Nationaal-Liberale Partij (PNL) van Ion I. Constantin Brătianu. Mede om deze reden maakte de leiders van de Nationaal-Liberale Partij gemene zaak met de leiders van de Boerenpartij en de Roemeense Nationale Partij en zegden hun vertrouwen op in het kabinet. De oppositie vroeg koning Ferdinand om Averescu als premier te ontslaan (21 juli 1921), hetgeen ook gebeurde. Averescu bleef als demissionair premier aan de macht tot 18 december 1921. In de tussentijd trachtte koning Ferdinand de twee belangrijkste partijen in het Roemeense parlement, namelijk de Nationaal-Liberale en Roemeense Nationale Partij tot een fusie te bewegen, hetgeen echter niet lukte.
Dumitru Take Ionescu werd voor een korte tijd premier (18 december 1921 - 19 januari 1922, maar uiteindelijk kwam hierna de voorzitter van de Nationaal-Liberale Partij, Brătianu, weer aan de macht.

### Verdrag met Italië
In de jaren hierna versterkten de gematigde Roemeense Nationale Partij en de (toen) centrumlinkse Boerenpartij haar positie in het parlement. In 1926 wonnen de nationalen en de boeren flink. De koning zag echter niet veel in een eventuele coalitieregering van deze partijen en benoemde tegen de verwachtingen in op 30 maart 1926 Averescu opnieuw tot premier. Averescu verkreeg de steun van zijn eigen Volkspartij en de Nationaal-Liberalen. Ofschoon niet fascistisch was Averescu onder de indruk gekomen van de efficentie van het fascistische Italië van Mussolini. Mussolini betoonde zich uiterst vriendelijk tegenover "Roemeniës sterke man" en Averescu zond partijgenoot Mihail Manoilescu naar Rome om een lening af te sluiten bij Italië. Op 16 september 1926 tekenden Roemenië en Italië een vriendschapsverdrag voor vijf jaar. Dit verdrag zal later de geschiedenis ingaan als het Roemenië-Italië Verdrag. De publieke opinie wees het verdrag af omdat Italië de Roemeense aanspraken op Bessarabië (Sovjet-Unie) afwees. De andere staten van de Kleine Entente waren tegen het vriendschapsverdrag gezien de vriendschappelijke betrekkingen die Italië onderhield met Hongarije, dat zijn plannen voor een Groot-Hongarije niet onder stoelen of banken stak. In de buitenlandse pers werd Averescu omschreven als Roemeniës Mussolini. Toen het verdrag in 1932 afliep - het was echter wel met zes maanden verlengd - werd het niet meer verlengd.
Na het sluiten van het vriendschapsverdrag probeerde Averescu zijn positie te versterken en het valt niet uit te sluiten dat hij ambieerde om dictator te worden. Hij gaf zijn steun aan extreemrechtse partij(tjes), zoals die van Alexandru C. Cuza, een vroegere partijgenoot van Averescu. Averescu stond ook in geheim contact met Prins Carol, voormalig kroonprins van Roemenië, die eerder afzag van zijn rechten op de troon. Averescu wilde koning Ferdinand, wiens gezondheid slecht was, vervangen door prins Carol. Toen de Nationaal-Liberalen van Brătianu hierachter kwamen zegden zij hun steun op aan het kabinet-Averescu. Op 4 juni 1927 werd Averescu als premier vervangen door prins Barbu Știrbei, die een brede coalitieregering vormde.
Averescus val creëerde een vacuüm aan de uiterste rechterzijde van het politieke spectrum, welke echter spoedig werd opgevuld door Corneliu Zelea Codreanu en diens IJzeren Garde.

## Na zijn premierschap
Na zijn aftreden als premier spraken Averescu en andere leden van de Volkspartij na de dood van koning Ferdinand (juli 1927) hun ongenoegen uit over de troonsbestijging van de minderjarige Prins Michaël en de instelling van een regentschapsraad. Averescu sprak zijn voorkeur uit voor de terugkeer van prins Carol. Bij de verkiezingen van 1927 verloor de Volkspartij veel stemmen aan de nieuw gevormde Nationale Boerenpartij (PNȚ) en behaalde maar 2% van de stemmen.
In 1930 werd Carol koning en hij bevorderde Averescu tot Maarschalk van Roemenië. Ofschoon hij zich altijd een voorstander had betoond van het koningschap onder prins Carol, raakte hij al snel in conflict met de vertrouwelingen van de nieuwe koning, en uiteindelijk ook met de koning zelf, omdat hij zich kantte tegen Magda Lupescu, de maitrêsse van koning Carol II. Koning Carol II dwong daarop Averescu om Octavian Goga als voorzitter van de Volkspartij te accepteren. Averescu weigerde en Goga verliet daarop met zijn aanhang de Volkspartij en vormde de Nationale Agrarische Partij. Deze kleine partij behaalde bij de verkiezingen van 1932 3% van de stemmen, tegen 2% voor de Volkspartij van Averescu. Omstreeks 1934 werd Averescu lid van het Comitati d'azione per l'universalità di Roma, een internationaal comité dat Mussolini's fascistische Italië steunde, maar tegen het nazistische Duitsland van Hitler was.
In 1937 werd Averescu, ondanks zijn vete met koning Carol II, door de vorst tot lid van de kroonraad benoemd. In 1938 was hij enige tijd minister zonder portefeuille in het kabinet van premier Patriarch Miron Cristea. Hij overleed op 78-jarige leeftijd in 1938 en werd bijgezet in de crypte van de helden van de Eerste Wereldoorlog in Mărăști.